# Danielle Williams
Danielle Williams, född 14 september 1992, är en jamaicansk friidrottare. Williams tog VM-guld 2015 på 100 meter häck.